# الکساندر خانژونکف
الکساندر اَلکسی‌یویچ خانژونکف (روسی: Александр Алексеевич Ханжонков؛ IPA: [ɐlʲɪˈksandr ɐlʲɪˈksʲejɪvʲɪtɕ xənˈʐonkəf]؛ ۸ اوت ۱۸۷۷ – ۲۶ سپتامبر ۱۹۴۵) یک کارگردان فیلم، تهیه‌کننده فیلم، و فیلم‌نامه‌نویس اهل امپراتوری روسیه بود. وی بین سال‌های ۱۹۰۵ تا ۱۹۲۶ میلادی فعالیت می‌کرد.
از فیلم‌ها یا مجموعه‌های تلویزیونی که وی در آن‌ها نقش داشته‌است می‌توان به دفاع از سواتسپل اشاره نمود. وی در تهیهٔ آثار انیمیشنی لادیسلاس استارویچ هم نقش داشت.
برخلاف رقیب سرسختش، آلکساندر درانکوف، که سلیقه‌ی خرده‌بورژوازی شهری را با ملودرام‌های هیجان‌انگیز تأمین می‌کرد، خانژونکف مصمم بود که سینما را به یک هنر معتبر در روسیه تبدیل کند. او توانست نام خود و نشان تجاری «پگاسوس» را مترادف با کیفیت بالا کند. در این راستا، سرمایه‌گذاری‌های کلانی در فیلم‌های حماسی تاریخی انجام داد.
خانژونکف همچنین تلاش بسیاری برای جذب استعدادهای درجه‌یک به شرکت خود کرد و آن‌ها را با حقوق بالا مورد حمایت قرار داد. او در سال ۱۹۱۳ باشکوه‌ترین سینمای کاخ‌مانند روسیه را با ظرفیت ۲,۰۰۰ نفر در مسکو ساخت و دو مجله‌ی سینمایی باکیفیت، خبرنامه‌ی سینماتوگرافی (Kinematograficheskii vestnik) و پگاسوس (Pegas) را منتشر کرد.